# Людвік Гіршфельд

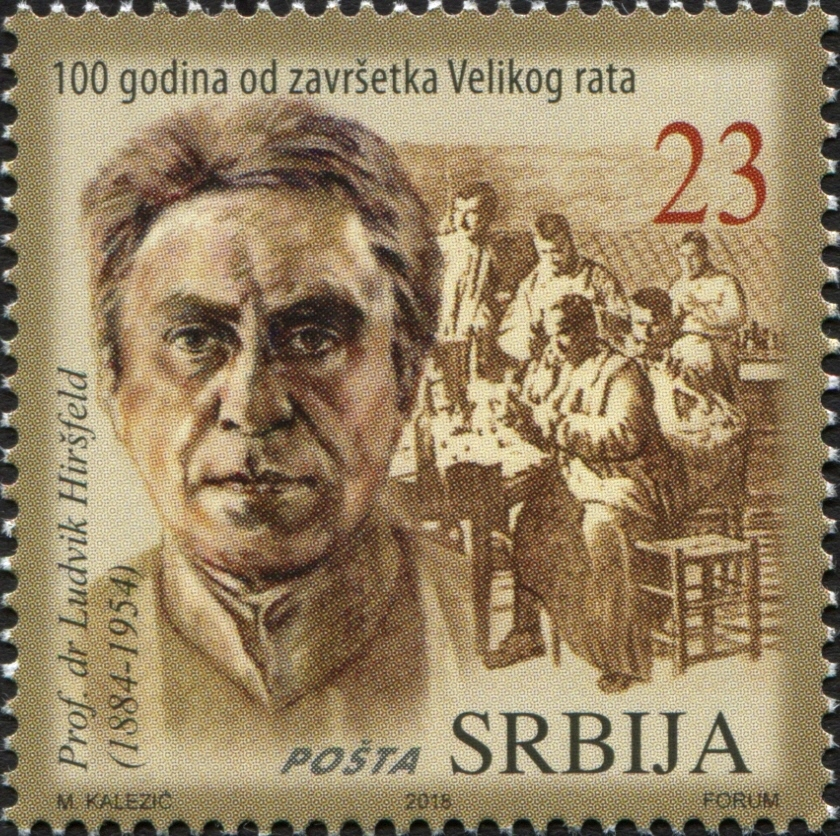
Людвік Гіршфельд на поштовій марці Сербії (2018)

Людвік Гіршфельд (5 серпня 1884, Варшава, Російська імперія — 7 березня 1954, Вроцлав) — польський мікробіолог, співвідкривач спадкування груп крові АВО.

## Біографія
Народився 5 серпня 1884 року в єврейській родині. Він був двоюрідним братом Олександра Райхмана, польського математика, та Людвіка Райхмана, польського бактеріолога.
Відвідував гімназію в Лодзі, потім вирішив вивчати медицину в Німеччині. У 1902 році вступив до Вюрцбурзького університету. З 1904 року у Берлін і відвідував лекції з медицини та філософії. Гіршфельд закінчив докторську дисертацію в 1907 році. Працював молодшим асистентом з досліджень раку в Гейдельберзькому інституті експериментальних досліджень раку. У Гайдельберзі працював над групами крові тварин і людини, які в 1900 році були визнані Карлом Ландштейнером як ізоаглютиніни.
Після закінчення війни Гіршфельд та його дружина повернулися до Варшави, де він створив інститут сироватки за зразком Інституту експериментальної терапії Ерліха у Франкфурті. Незабаром він став заступником директора та науковим керівником Державного інституту гігієни у Варшаві, а в 1924 році — професором. У 1931 році його було призначено професором Варшавського університету і він працював у багатьох міжнародних комісіях.
20 лютого 1941 року Гіршфельд був змушений переїхати до варшавського гетто зі своєю дружиною та дочкою. Там він організовував протиепідемічні заходи та кампанії щеплень проти тифу та тифу, а також проводив секретні медичні курси. У 1943 році він із сім'єю втік з гетто і зміг вижити під землею, використовуючи фальшиві імена та постійно змінюючи схованку; його дочка того ж року померла від туберкульозу.

## Трудова діяльність
Гіршфельд поступово визнав умови праці в Гайдельберзі занадто обмеженими та, щоб ознайомитися з усією областю гігієни та мікробіології, в 1911 році він прийняв асистентський ступінь в Інституті гігієни Цюрихського університету. Його дружина Ганка (1884—1964, нар. Ганна Касман), також лікар, стала асистентом дитячої клініки Цюриха під керівництвом Еміля Феєра.
У 1914 році Гіршфельд отримав посаду академічного викладача на основі його роботи з анафілаксії та анафілатоксину та їх зв'язку з коагуляцією. Коли почалася Перша світова війна, Сербія була охоплена епідеміями тифу та бацилярної дизентерії. У 1915 році Гіршфельд подав заявку на службу. Він залишався в сербській армії до кінця війни, виконуючи обов'язки серологічного та бактеріологічного радника. В цей час у лікарні для заразних хвороб у Салоніках він виявив паличку «Salmonella paratyphi» C, яку сьогодні називають «Salmonella hirszfeldi».
У 1914 році Гіршфельд спільно з Р. Клінгером розробив серодіагностичний тест реакції на сифіліс, який, однак, не замінив тест Вассермана⁣, запроваджений у 1906 році. Дослідження зоба у швейцарських ендемічних регіонах призвели його до різкої незгоди з Євгеном Бірхером щодо теорії, сьогодні широко підтверджено — що ендемічні зоби спричинені дефіцитом йоду у воді та їжі, на відміну від гідротелуричної теорії.
Коли частину Польщі було звільнено у 1944 році, Гіршфельд співпрацював у створенні Люблінського університету і згодом став проректором цього вишу. У 1945 році він став директором Інституту медичної мікробіології у Вроцлаві та деканом медичного факультету. Він викладав в інституті до самої смерті, нині інститут є частиною Польської академії наук і має його ім'я  — Інститут імунології та експериментальної терапії імені Людвіка Гіршфельда.

## Відзнаки
Гіршфельд отримав багато відзнак, у тому числі почесні докторські студії Празького університету (1950) та Цюриха (1951). Він написав майже 400 праць німецькою, французькою, англійською та польською мовами, багато з яких співпрацював з іншими відомими вченими, а багато з дружиною.

## Дослідження груп крові
Гіршфельд та фон Дюнгерн відповідали за називання груп крові A, B, AB та O; раніше вони були відомі як групи I, II, III та IV. Він запропонував позначення А і В для аглютинінів. У 1910—1911 роках Гіршфельд виявив спадковість груп крові та цим відкриттям встановив серологічне виключення батьківства. Під час першої світової війни він разом з дружиною написав праці з серо-антропології, які дали основоположні висновки щодо расового складу останніх та історичних народів. Згідно з його так званою теорією Плеяди про групи крові, інші групи, ймовірно, розвинулися з архаїчної групи O в процесі еволюції.
Гіршфельд першим передбачив серологічний конфлікт між матір'ю та дитиною, що було підтверджено відкриттям резус-фактора. На цій основі в останні роки свого життя він розробив «алергічну» теорію викидня і рекомендував антигістамінні терапії. Гіршфельд також досліджував пухлини та серологію туберкульозу. Його відкриття збудника паратифу С мало далекосяжні наслідки для диференціальної діагностики.